# Sonapur (Sunsari, Nepal)
Sonapur war ein Village Development Committee (VDC) im Südosten Nepals. 
Sonapur lag in der Verwaltungszone Koshi im Distrikt Sunsari. 
Sonapur hatte 2001 10.330 Einwohner, davon 53,5 % Männer und 46,5 % Frauen. Bei der Volkszählung 2011 betrug die Einwohnerzahl 11.707 (davon 5880 männlich) in 2604 Haushalten.